# Vườn quốc gia Bắc Velebit
Vườn quốc gia Bắc Velebit (tiếng Croatia: Nacionalni park Sjeverni Velebit) là một vườn quốc gia nằm tại hạt Lika-Senj, Croatia. Với diện tích 109 km², vườn quốc gia này bao gồm phần phía Bắc của dãy núi Velebit, dãy núi lớn nhất tại Croatia. Do tính đa dạng tại khu vực này, Bắc Velebit đã được nâng từ khu bảo tồn thiên nhiên để trở thành một vườn quốc gia vào năm 1999 và bắt đầu mở cửa cho du khách ghé thăm vào tháng 9 năm đó.
Toàn bộ dãy núi Velebit là một công viên tự nhiên. Ngoài ra, một vườn quốc gia khác là Paklenica nằm tại phía nam của dãy núi này.